# Spinozetes inexspectatus
Spinozetes inexspectatus är en kvalsterart som beskrevs av Piffl 1966. Spinozetes inexspectatus ingår i släktet Spinozetes och familjen Spinozetidae. Inga underarter finns listade i Catalogue of Life.